# Чучупак, Василий Степанович
Василий Степанович Чучупа́к (укр. Васи́ль Степа́нович Чучупа́к; 27 февраля (11 марта) 1895, Мельники, Чигиринский район, Черкасская область — 18 марта 1920, там же) — украинский военный и общественный деятель времен УНР, главный атаман Холодноярской Республики.

## Биография
Родители — Оксана Сидоровна Левицкая и Степан Георгиевич Чучупак (в некоторых источниках — Чучупака) имели пять сыновей: Петра, Ореста, Василия, Алексея и Демьяна. Трое из них (Василий, Петр и Алексей) стали повстанческими атаманами. Орест погиб на Первой мировой войне 1915 г. под Краковом. Демьян (5.10.1902-1992, Ровно) — казак полка гайдамаков Холодного Яра.
Учился в Киеве. До начала Первой мировой войны — учитель в Тимошовке.
С началом Первой мировой войны братьев Чучупак мобилизовали.
С 1916 года — прапорщик российской армии. По семейным преданиям, в 1917 году записался в один из батальонов смерти. После возвращения из армии учительствовал в Пляковке и Ревовке (ныне Каменского района Черкасской области).
1918—1919 — мельничанський сотник и медведевский куренной.
1919 — командир Мельничанской сотни самообороны. Первый вооруженный отдел для охраны сокровищ Мотронинского монастыря и родного села Мельники сформировал Алексей Чучупак. После поражения в бою с немецкой частью односельчане обратились к Василию, чтобы он стал атаманом. Вскоре отдел самообороны перерос в полк гайдамаков Холодного Яра, который с февраля 1919 активно выступил в поддержку Директории. В начале апреля 1919 г. поднял восстание «проти комуни та Совєтської влади, за самостійність».
В мае-июне 1919 года поддерживал восстание Григорьева.
1919—1920 — командир полка гайдамаков Холодного Яра, главный атаман Холодного Яра. Воевал против белогвардейцев под руководством повстанческого комитета во главе с Логвином Панченко, которому подчинялись также отряды Свирида Коцура, Алексея Пятенко и другие. Впоследствии подчинялся атаману Херсонщины и Екатеринославщины Андрею Гулому-Гуленко, который прибыл в ноябре 1919 года в Холодный Яр.
Ему подчинялись атаманы Герасим Нестеренко-Орел, Трифон Гладченко, Михаил Мелашко, Сирко, Глаз, Чёрный Ворон (Чорногузько), Мефодий Голик-Зализняк, Семен Волк, Калюжный, Д. Канатенко, 1-й и 2-й Александрийские полки.
В феврале 1920 года полк гайдамаков Холодного Яра сотрудничал с армией УНР, которая осуществляла Первый Зимний поход. 12 февраля в Медведевке командующим армией УНР Михаилом Омельяновичем-Павленко было созвано совещание командиров и начальников штабов дивизий Зимнего похода. В совещании приняли участие Юрий Тютюнник, атаманы Александр Загродский, Андрей Гулый-Гуленко, Василий и Петр Чучупаки.

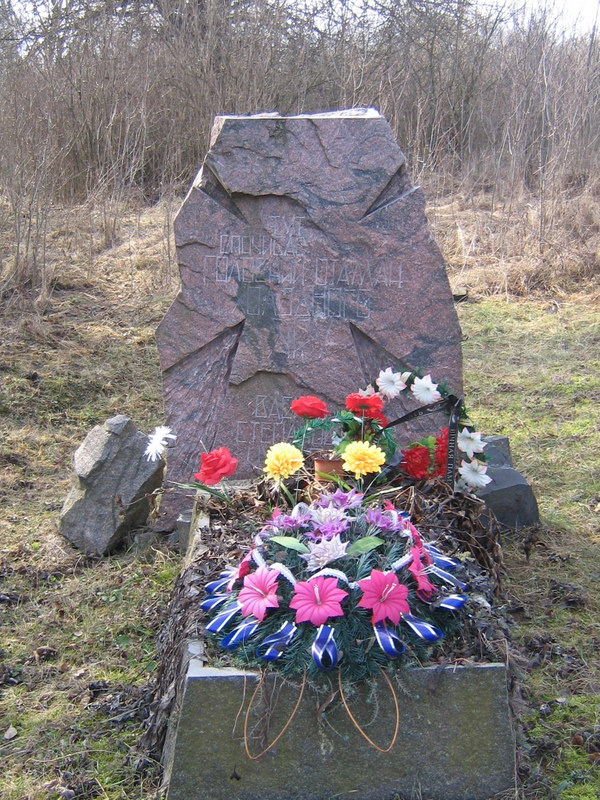
Могила Василия Чучупаки на кладбище в с. Мельники

Василий Чучупак пользовался чрезвычайным авторитетом среди населения, на  той территории современной Черкасской области, которая дольше всех продержалась свободной.
7 марта командование Юго-Западного фронта выдало приказ, который предусматривал наступление красноармейских соединений на армию УНР, отряды Чучупака и Коцура.
18 марта 1920 года атаманы Холодного Яра съехались на совещание на хуторе Кресельцы (сейчас в составе села Мельники), что на дороге с Мельников на Мотронин монастырь, с целью определить дату восстания против Советской власти. Именно тогда части 21-й бригады 7-й стр. Дивизии Красной армии, выполняя упомянутый приказ, вышли из леса к Мельников и неожиданно наткнулись на отряд Чучупака. Атаман был окружен у хутора и застрелился, чтобы не попасть в плен. 24 марта красные командиры послали из Кременчуга телеграмму о смерти Чучупака.
Похоронен Василий Чучупак в родном селе.